# Ángel Bargas
Ángel Hugo Bargas (Buenos Aires, 29 ottobre 1946) è un ex calciatore argentino, di ruolo terzino sinistro.

## Carriera

### Giocatore

#### Club
Iniziò la sua carriera con il Racing Club de Avellaneda nel 1965 per poi passare, l'anno dopo, al Chacarita Juniors, facendo parte della squadra che vinse nel 1969 il campionato di prima divisione.
Nel 1972, dopo essere stato nominato miglior giocatore dell'anno va a giocare in Francia con il Nantes. Rimarrà in Francia fino alla fine della carriera indossando le maglie del Metz, nel 1979, del CS Louhans-Cuiseaux, nel 1981, del FC Le Puy, nel 1984, e dopo 3 anni di stop, nell'Angoulême CFC, nel 1988.

#### Nazionale
A livello internazionale ha fatto parte della Nazionale argentina dal 1971 al 1974 partecipando ai Mondiali del 1974. In totale, con la maglia albiceleste, Bargas disputò trenta partite con un gol.

## Palmarès

### Club
- Campionato argentino: 1

Chacarita Juniors: 1969
- Campionato francese: 2

Nantes: 1972-1973, 1976-1977
- Coppa di Francia: 1

Nantes: 1978-1979

### Individuale
- Calciatore argentino dell'anno: 1

1972